# Otto Hoegelow
 (juillet 2025).
Otto Hoegelow (né le 14 janvier 1895 à Lentzke/Fehrbellin) est un vétéran de la Première Guerre mondiale. Après la guerre, il épouse son amie d'enfance, avec qui il a trois enfants. Il rejoint le NSDAP, Nr. 128041 le 17 mars 1939 et reçoit l'insigne doré du parti NSDAP. Il est Oberscharführer, plus tard Hauptscharführer (à partir de 1938, le deuxième grade le plus élevé du groupe de service de l'Unterführer avec Portepee, également appelé « Feldwebel » ou « Spieß ») dans la Schutzstaffel (SS) de la Waffen-SS. Pendant la Seconde Guerre mondiale, il fut employé comme garde principal à Fort Albert (Aurigny) sur l'île d'Aurigny, qui appartient à l'île britannique de Guernesey.   
Hoegelow est l'un des sous-officiers SS principalement responsables de la participation aux fusillades brutales et à la torture de prisonniers de guerre pour leur divertissement personnel pendant les week-ends pendant l'occupation allemande des îles Anglo-Normandes. Pour chaque tranche de 10 prisonniers tués, il offrait une « récompense » de 23 jours de permission et trois cigarettes.   
Aurigny, communément appelée « l'île Adolf », est l'une des îles Anglo-Normandes les plus fortifiées et les plus protégées par des bunkers. Les quelque 1 000 prisonniers de guerre présents sur l'île étaient détenus dans des conditions similaires à celles d'un camp de concentration « Lager Sylt » . Ils venaient principalement du camp de concentration de Sachsenhausen. En 1942, le contrôle du camp de Sylt change. Avec trois autres camps de travail de l'Organisation Todt, il était géré de mars 1943 à juin 1944 par la Schutzstaffel – SS Construction Brigade 1. Le camp de Sylt est devenu un sous-camp du camp de concentration de Neuengamme (près de Hambourg ). C'était le seul camp de concentration sur le territoire de la Couronne britannique. 
Les meurtres de Fort Albert sont les plus grandes opérations meurtrières perpétrées par les nazis sur le sol britannique. Au total, environ 3 800 soldats de la Wehrmacht, environ 3 000 travailleurs forcés et environ 1 000 prisonniers des camps de concentration sont morts, ces derniers dans des conditions inhumaines sur la petite île d'Aurigny. Selon le rapport d'enquête de la Commission Lord Pickle, jusqu'à 1 000 personnes (principalement des travailleurs forcés d'Europe de l'Est) sont mortes dans des camps tels que ceux de Sylt et de Norderney. 
Les prisonniers des camps de concentration sont tués par les gardes SS en raison de la malnutrition et de la maladie, combinées au travail acharné et à la faiblesse physique qui en résultait ; certains ont été torturés et abattus par ennui (voir Dayla Alberge (2025) ; Camps d'Aurigny, Wikipédia).

## L'ère nazie

### Travailler comme sergent SS à Fort Alderney

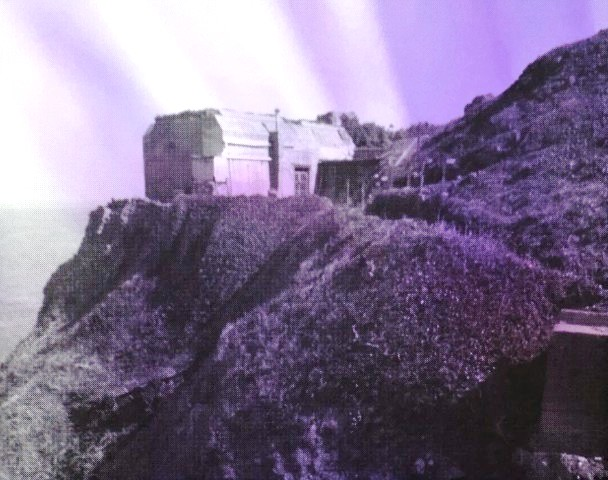
Fort Albert (Aurigny). Bunker d'observation au sud de l'île, 1943

Lorsque les troupes d'Hitler envahirent l'île en 1942, personne n'avait anticipé la brutalité de l'occupation de cette terre de la Couronne britannique. Des personnes originaires des territoires occupés par les nazis en Europe ont été envoyées dans les îles Anglo-Normandes pour établir une « forteresse » pour le Führer contre une attaque alliée. Les prisonniers étaient traités comme des esclaves. Ils ont subi des fusillades arbitraires, des coups, la famine et, dans certains cas, des tortures sadiques et des meurtres. La plus petite des îles de Guernesey, Aurigny, était particulièrement tristement célèbre. Selon une enquête gouvernementale récente, il s’agissait de « terrorisme systématique » impliquant « meurtres et massacres » et torture. La plupart des victimes étaient des travailleurs forcés venus de Russie, amenés sur l'île pour construire le soi-disant mur de l'Atlantique d'Adolf Hitler, un réseau de défense en béton. D’autres victimes venaient de 20 pays, dont la France, l’Espagne, l’Allemagne et la Pologne.
Des rapports de renseignement après la libération en 1944 montrent que les corps jetés dans des fosses communes étaient traités comme des victimes du camp de concentration de Bergen-Belsen. Par exemple, les gardes allemands du camp de concentration SS d'Aurigny rivalisaient, en échange de boissons et de cigarettes, pour aligner les prisonniers contre un mur du fort et les abattre. Ces pelotons d’exécution fonctionnaient de manière similaire à ceux du camp de concentration d’Auschwitz, par exemple. Les gardes ont choisi douze ou quinze hommes parmi les prisonniers. Ils étaient attachés la tête la première à un wagon de chemin de fer. Les gardes ont alors commencé à tirer sur eux. S’ils étaient touchés à la tête ou à la poitrine, ils mouraient généralement sur le coup. Cependant, certains gardes visaient délibérément le bras ou la jambe des victimes pour prolonger les souffrances pendant des heures. Ce lieu d'exécution, comme l'ensemble du fort, peut encore être visité aujourd'hui. Un travail d’esclave similaire a également eu lieu à Jersey et à Guernesey (Balliwick, 2025).
Le gouvernement britannique a d’abord dissimulé les véritables raisons de ces exécutions, contrairement aux instructions de la Déclaration de Moscou, qui stipulait clairement que les responsables des atrocités nazies devaient être jugés dans le pays où les crimes avaient été commis (Balliwick, 2025). Elle n’a pas non plus poursuivi les officiers allemands présents sur l’île pour crimes de guerre. Une récente enquête du gouvernement britannique (Commission Lord Pickles) a révélé que plus de 1 100 personnes étaient mortes à Aurigny, et que de nombreuses autres étaient portées disparues. Les témoins survivants, parmi lesquels des Juifs français déportés de Paris par le gouvernement de Vichy, ont été marqués à jamais par leur séjour sur l'île ( Fantômes d'Aurigny – Les esclaves de l'île d'Hitler, Wild Dog, 2025).

## Réintégration après la fin de la guerre
Après la guerre, Hoegelow fut condamné à une courte peine de prison par un tribunal allemand en 1949 pour d'autres crimes de guerre. Ses crimes à Aurigny n’ont même pas été pris en compte. Après la guerre, Hoegelow fut condamné à une courte peine de prison par un tribunal allemand en 1949 pour d'autres crimes de guerre – comme de nombreux autres nazis perpétrés à Aurigny, comme Kurt Klebeck. Ses crimes à Aurigny ne furent même pas pris en compte. On a également affirmé que le commandant d'Aurigny, le major nazi Carl Hoffmann, avait été remis à l'Union soviétique et exécuté sur place. En 1983, le ministère de l'Intérieur a cependant été contraint d'admettre qu'Hoffmann avait été libéré de captivité à Londres en 1948 et avait vécu en Allemagne de l'Ouest jusqu'à sa mort en 1974. Klebeck a également été déclaré mort. Il a cependant été président du club de football local jusqu'à sa retraite en 1975 et vit avec sa femme dans le quartier hambourgeois de Wandsbek.
La Commission Lord Pickles, présidée par Lord Eric Pickles, a enquêté sur les crimes de l'occupation nazie de l'île d'Aurigny pendant la Seconde Guerre mondiale d'avril 2022 à juin 2023 et a fourni des informations importantes pour une compréhension plus détaillée de ce qui s'est passé sur l'île. Les principales conclusions comprenaient :
- Chiffres des pertes : L'enquête a conclu qu'entre 641 et 1 027 prisonniers sont probablement morts à Aurigny.
- Pas de « mini-Auschwitz » : la commission a réfuté les allégations selon lesquelles Aurigny aurait fonctionné comme un « mini-Auschwitz ». Malgré des conditions de vie effroyables et de nombreux décès, il ne s'agit pas d'un site d'extermination massive, comme on l'a parfois décrit.
- Justice historique : La commission a également enquêté sur les raisons pour lesquelles les criminels de guerre allemands qui ont commis des atrocités à Aurigny n’ont pas été poursuivis par la Grande-Bretagne. Il a été révélé que l'affaire avait été transmise à l'Union soviétique parce que la plupart des victimes étaient des citoyens soviétiques. Cependant, les Soviétiques n'ont pas poursuivi l'affaire plus loin, ce qui a conduit à l'absence de poursuites.
- Théories du complot : Un autre objectif de l’enquête était de réfuter les théories du complot entourant Aurigny. La commission a souligné l’importance d’un compte rendu factuel et précis des événements survenus sur l’île.

## Littérature
- Dayla Alberge (2025) : Channel Islands – Selon une étude, des gardes nazis tiraient sur des prisonniers pour s'amuser dans un camp des Channel Islands. « The Guardian », 10 juin 2025
- Bailliage (2025) : Les atrocités commises pendant la guerre à Aurigny font à nouveau la une des journaux nationaux. Guernseypress, 6 mai 2024
- Zoe Clough et Robert Hall et Andrew Johnstone ( 2024) : « Les Fantômes d'Aurigny - Les Esclaves de l'Île d'Hitler », film documentaire, Wild Dog Limited. 2024
- Caroline Sturdy Collis et al. (2016) : « Harry était ici en 1945 » : Graffiti et l'occupation nazie d'Aurigny, The Alderney Archaelogy and Heritage Project. Conte : La bibliothèque électronique de conférences d'archéologie '', YouTube'', 2016
- Susanne Frömel et Katherine Kay-Mouat (2020) : Konzentrationslager: Das KZ im Ärmelkanal. ''Jument'', N° 69, 5. Août 2008
- Karola Fings (2009) : Aurigny (Kanalinsel (SS-BB 1). Français : Dans : Geoffrey P. Megargee (éd.) : The United States Holocaust Memorial Museum Encyclopedia of Camps and Ghettos, 1933-1945, chapitre : « SS-Baubrigaden et SS-Eisenbahnbaubrigaden », Indiana University Press, vol. 1, Partie B, pp. 1361-1362
- Hartmut Lehmann (2024) : « Erinnerungsort Alderney – Spurensuche im Beton », Vergangenheitsverlag, 168 S.
- Lord Pickles (2024) : « Document d'orientation - Examen des experts de Lord Pickles Alderney ». Gouvernement du Royaume-Uni, 22 mai 2024
- Ralf Sotscheck (1992) : « Nazi-Kriegsverbrecher lebt unbehelligt in Hamburg », Die Tageszeitung (taz), 5. Mai 1992